# Сітка (пристосування)

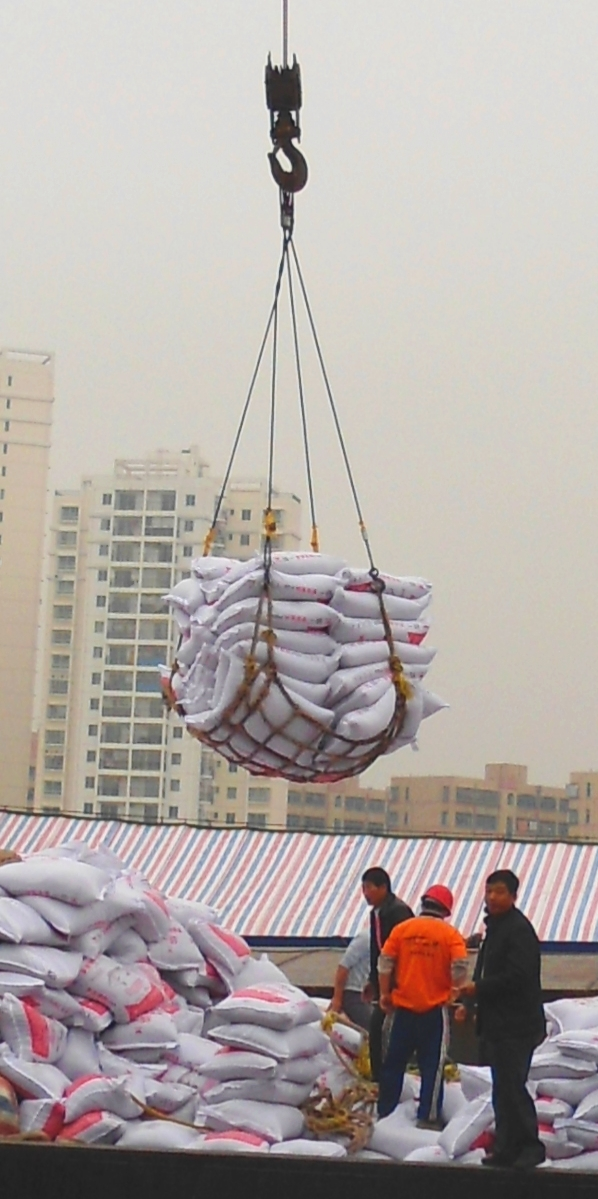
Сітка для підйому вантажу, що використовується для розвантаження мішків із корабля в порту міста Хайкоу, Хайнань, Китай

Сітка, в її основному значенні, це предмет, що складається з волокон сплетених у решітчасту структуру. Вона затримує собою великі предмети, в той час як невеликі предмети, що дрібніші за отвори сітки проходять повз неї. Для її виготовлення необхідно менше матеріалу, ніж для суцільного полотна, а також вона забезпечує деяку ступінь прозорості.
Деякі тварини, такі як жирафа сітчаста та пітон сітчастий мають маскувальне забарвлення подібне до сітки.
Усі інші використання цього терміна виникли із аналогії, див сітка.

## Історія

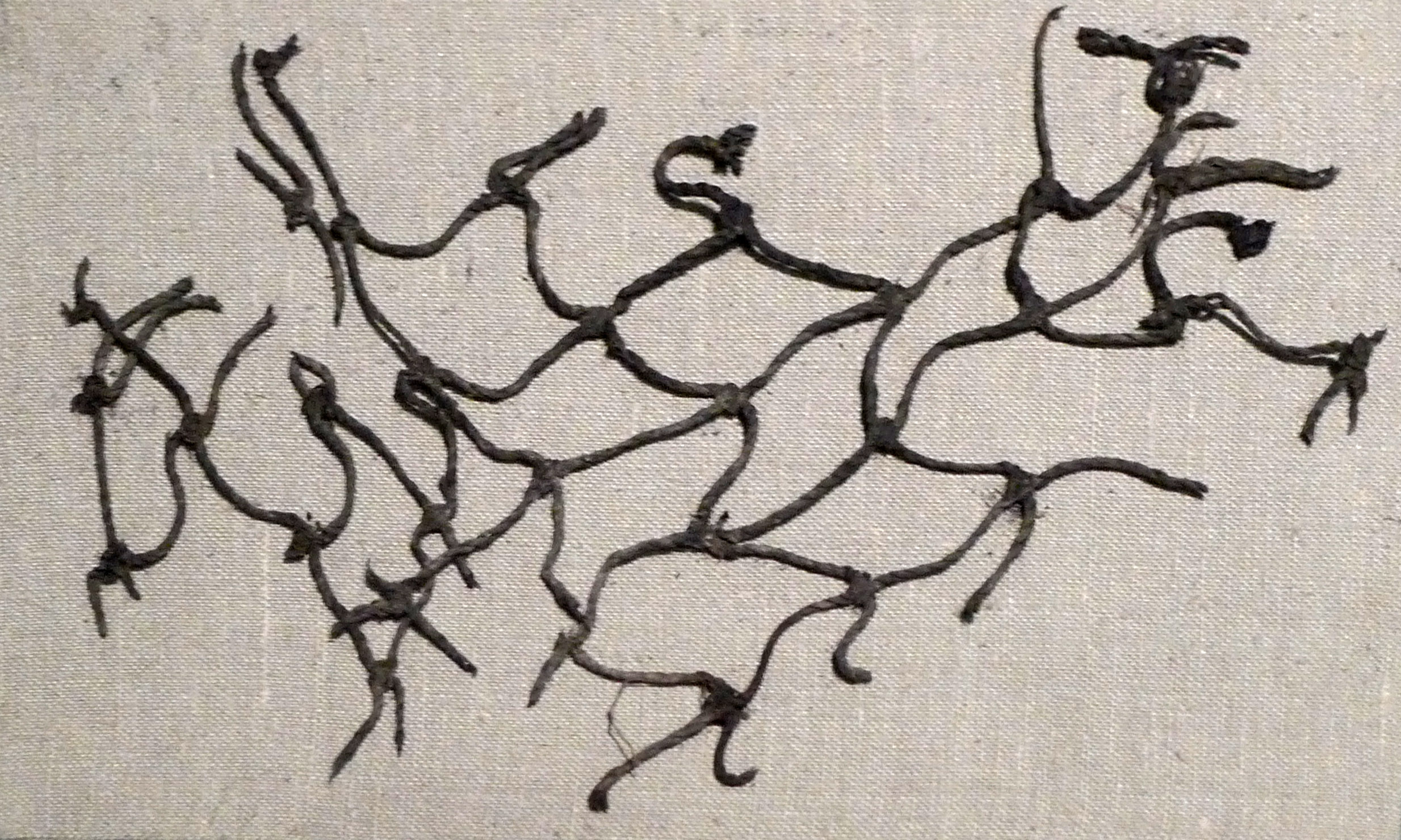
Фрагмент рибацької сітки періоду неоліту.

Найстаріші знахідки сіток належать до ери Мезоліта, але ймовірно сітки могли існувати ще за часів Пізнього палеоліту.
Сітки як правило робилися із матеріалів, що не зберігаються довго і залишають не багато археологічних решток. Деякі сітки збереглися в кризі або в болотах, а також залишилися відбитки сіток у глині.